# Maluenda
Maluenda è un comune spagnolo di 993 abitanti situato nella comunità autonoma dell'Aragona.